# The Cinematic Orchestra
The Cinematic Orchestra é uma banda britânica de nu jazz, formada no final dos anos 90, liderada por Jason Swinscoe.

## Discografia

### Álbuns
- Motion (1999)
- Remixes 1998–2000 (2000)
- Every Day (2002)
- Man with a Movie Camera (2003)
- Ma Fleur (2007)
- Past, Present & Future - Classics, Instrumentals & Exclusives (2007)
- Live at the Royal Albert Hall (2008)
- Les Ailes Pourpres: Le Mystère Des Flamants (2008)
- Late Night Tales: The Cinematic Orchestra (2010)[2]
- In Motion #1 (2012)
- To Believe (2019)

### Singles
- "Diabolus" (1999)
- "Channel 1 Suite"/"Ode to the Big Sea" (1999)
- "All That You Give" (com Fontella Bass) (2002)
- "Horizon" (com Niara Scarlett) (2002)
- "Man with the Movie Camera" (2002)
- "Breathe" (2007)
- "To Build a Home" (2007)
- "Entr'acte" (2011)
- "Manhatta" (2011)
- "Arrival of the Birds" (2012)